# 約翰·恩斯特·岡納魯斯
約翰·恩斯特·岡納魯斯（挪威語：Johan Ernst Gunnerus，1718年2月26日—1773年9月25日）是一名挪威主教和植物學家。1758年至去世前，他擔任特隆赫姆尼達羅斯教區主教，同時也是哥本哈根大學的神學教授。

## 生平
岡納魯斯出生並成長於克里斯蒂安尼亞。1737年，他進入丹麥哥本哈根大學就讀，但因家境貧困不得不推遲三年。他從1740年起在哥本哈根大學就讀，1742年起在德國哈勒大學就讀，1744年起在耶拿大學就讀，1745年獲得碩士學位，1753年被哲學系錄取。在耶拿大學，他出版了大量著作，特別是一部關於自然法和國際法的著作，共八卷。1754年，他被召回丹麥，並被任命為赫爾盧夫·肖爾姆的教授和校長。1758年，他成為挪威特隆赫姆尼達羅斯教區主教
岡納魯斯對自然歷史非常感興趣，在訪問挪威中部和北部時積累了大量標本。他也鼓勵他人向他寄送標本。1760年，他與歷史學家格哈德·舍寧和皮特·弗雷德里克·蘇姆共同成立特隆赫姆學會。1767年，該學會獲得皇家認可，成為挪威皇家科學與文學院。
1767年至1773年，岡納魯斯擔任協會副主席兼永久主任。該協會於1761年開始出版其期刊，名為《Det Trondhiemske Selskabs Skrifter》，今天仍以《Det Kongelige Norske Videnskabers Selskabs Skrifter》出版。1765年，岡納魯斯在該雜誌上發表對姥鯊的描述，並將其命名為「Squalus maximius」。
岡納魯斯是《挪威植物誌》（Flora Norvegica，1766-1776年）的作者。他為納德·琳姆的《芬馬克拉普蘭的鳥類》（Beskrivelse over Finmarkens Lapper，1767年）撰寫了挪威北部鳥類學筆記，該書於1808年被翻譯成英文，名為《芬馬克拉普蘭鳥類》（An Account of the Laplanders of Finmark）。在這本書中，岡納魯斯是第一個為青足鷸起學名的人。岡納魯斯與卡爾·林奈討論了他的一些發現，並與他保持通信聯繫。林奈的信件原件保存在位於特隆赫姆的挪威皇家科學與文學學會，而岡納魯斯寫給林奈的信件則保存在倫敦林奈學會。
岡納勒斯是第一個提出極光是由太陽引起的人，因此月球、金星和水星周圍也必須有極光。
1766年，岡納魯斯獲選為瑞典皇家科學院外籍院士。

## 紀念
大葉草屬（Gunnera）和特隆赫姆的岡納魯斯圖書館以他的名字命名。

## 外部連結
- Publications by Gunnerus at the Göttinger Digitalisierungszentrum
- Books by and about Gunnerus on WorldCat
- Biography at the Nordisk familjebok （页面存档备份，存于） (p. 641)

| 宗教頭銜                       | 宗教頭銜                               | 宗教頭銜                       |
| ------------------------------ | -------------------------------------- | ------------------------------ |
| 前任者： 弗雷德里克·納內斯塔德 | 特隆赫姆尼達羅斯教區主教 1758年—1773年 | 繼任者： [馬庫斯·弗雷德里克·邦 |

1. ↑  . International Plant Names Index.